# 梅萊茨鋼鐵足球俱樂部
梅萊茨鋼鐵足球俱樂部（Stal Mielec 波蘭語發音：[ˈstal ˈmjɛlɛt͡s]）是一支位於波蘭梅萊茨的職業足球會，目前於波蘭足球乙級聯賽角逐。

## 榮譽譽
- 波蘭足球甲級聯賽
  - 第1名: 1972–73, 1975–76
  - 第2名: 1974–75
  - 第3名: 1973–74, 1978–79, 1981–82
- 波蘭盃
  - 入圍決賽: 1976
- 青年隊:
  - 波蘭足球少年錦標賽U-19亞軍: 1964, 2007
  - 波蘭足球少年錦標賽U-19銅牌: 1968, 1969, 2006
  - 波蘭足球少年錦標賽U-17冠軍: 2007
  - 波蘭足球少年錦標賽U-17亞軍: 1996, 2012

### 參加歐洲杯賽
- 歐洲足協盃入圍八強: 1975–76
- 歐洲足協盃第一輪參與者: 1979–80, 1982–83
- 歐洲聯賽冠軍盃: 1973–74, 1976–77

## 外部連結
- Official website （页面存档备份，存于）
- Discussion Board （页面存档备份，存于）
- Stal Mielec （页面存档备份，存于） at the 90minut.pl website (Polish)